# جزیره شاهزاده خلیفه بن سلمان
جزیره شاهزاده خلیفه بن سلمان یک جزیره در بحرین است که در خلیج فارس واقع شده‌است. جزیره شاهزاده خلیفه بن سلمان ۰ نفر جمعیت دارد و ۰ متر بالاتر از سطح دریا واقع شده‌است.